# Ur mörkret
Ur mörkret är en svensk skräckfilm från 2024. Filmen är regisserad av Philip W. da Silva efter ett manus skrivet av Jimmy Nivrén Olsson.
Filmen hade biopremiär i Sverige den 22 mars 2024.
Filmen har norsk biopremiär 12 februari 2025 under namnet Ut av Mørket.
Filmen fick 3 Guldbaggenomineringar, vilket är rekord i antal nomineringar för en svensk skräckfilm. Bästa foto, Bästa manliga biroll och Bästa Musik.

## Handling
Filmen kretsar kring parkförvaltaren Angelica som söker upp sin före detta pojkvän, hundföraren Viktor, för att leta efter en kvinna som försvunnit i ett naturreservat.

## Rollista (i urval)
- Oscar Skagerberg – Viktor
- Rakel Benér – Angelica
- Peter Mörlin – Johan
- Thomas Hedengran – Stefan
- Lennart B. Sandelin – Bengt
- Amanda Kilpeläinen Arvidsson – Maria

## Recensioner
4/5 "En genuint skrämmande och obehaglig film!" – Filmparadiset 
4/5 "En svensk skräckpärla" – Filmtopp.se 
4/5 "En ovanligt intelligent skräckfilm" – Kulturbloggen 
3/5 "En klar hyllning till ”Blair Witch" – Moviezine 